# Bring en hei

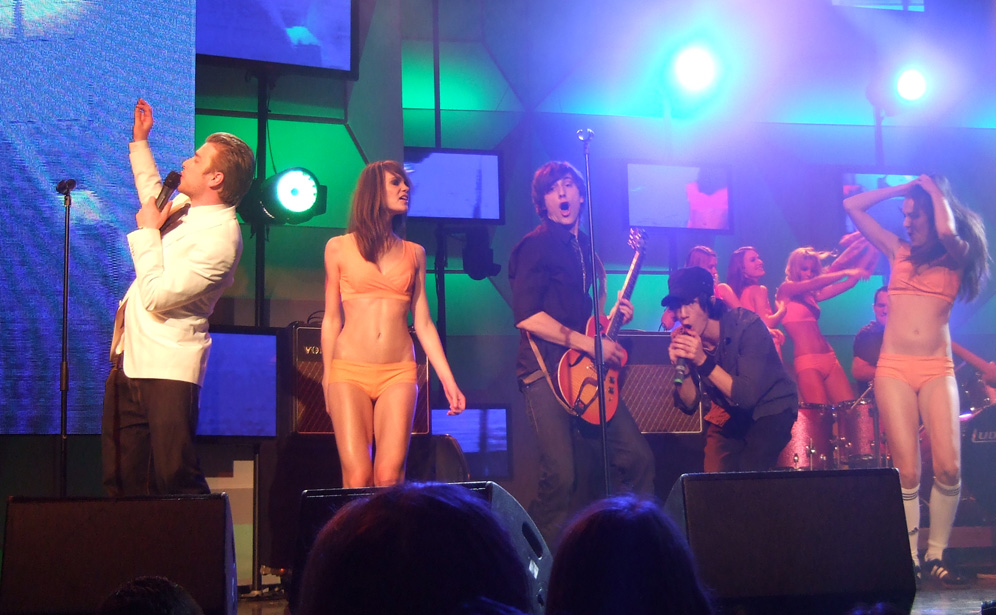
Mario Lang und Baschi, 2008

Bring en hei (Standarddeutsch Bring ihn heim) ist ein Lied des Schweizer Popmusikers Baschi aus dem Jahr 2006. Die Single verkaufte sich über 60.000 Mal und erreichte damit Doppelplatin. Das Stück wurde von Roman Camenzind, Baschi und Hank Merk als offizieller Titelsong für die erste Staffel der Doku-Soap Der Match auf SF zwei geschrieben. Es beschreibt die Leidenschaft eines Fans zum Fussball.
Bring en hei war in einer aktualisierten Version das offizielle Lied der Schweiz für die Fussball-Europameisterschaft 2008. Das Stück wurde von Oliver Pocher für Deutschland und von Mario Lang für Österreich adaptiert.

## Versionen

### Bring en hei(Baschi)
In der Version für die Fussball-EM 2008 wurde die Zeile Schiri, i weiss, wo dis Auto stoht (Schiedsrichter ich weiss, wo dein Auto steht) auf Druck der UEFA entfernt, jedoch war diese Zeile seitens Produzenten schon in der ersten Version umstritten. Ansonsten blieb der Text gleich, die Musik wurde mehr in Richtung House abgemischt.
Der Song lief während der Fussball-EM 2008 als letzter Song vor dem Anpfiff bei Schweizer Spielen in Schweizer Stadien. In der Schweiz stieg das Lied 2006 auf Platz 2 in die Charts ein und erreichte vier Wochen später Platz 1, den es drei Wochen lang halten konnte. Nach elfwöchiger Präsenz in den Top-10 fiel es dann kontinuierlich zurück und war zeitweise nicht mehr in den Top-100 vertreten. Durch die lange Verweildauer der verschiedenen Versionen in den Charts wurde der Song zur erfolgreichsten Schweizer Single in der Hitparade.

### Bringt ihn heim(Oliver Pocher)
Das Musikvideo zur Adaptation von Oliver Pocher spielt auf verschiedene Prominente des Fussballs an. Baschi äusserte sich zu Pochers Adaptation ambivalent. In Deutschland stieg Bringt ihn heim auf Platz 13 der deutschen Single-Charts ein und erreichte in der Woche des Endspiels Platz 6. In Österreich erreichte diese Version Platz 57 der Charts.

### Bring ihn heim(Mario Lang)
Im April 2008 trat Baschi mit Mario Lang beim Amadeus Austrian Music Award auf und veröffentlichte mit ihm eine Version des EM-Songs. Die Version Bring ihn heim von Mario Lang tritt als Titelsong für die ORF-1-Sendung Das Match in die Fußstapfen des Originals. Die österreichische Version Bring ihn heim stieg auf Rang 47 ein und erreichte zwischenzeitlich Platz 2. Die österreichische Version lief ebenfalls kurz vor Spielbeginn in den österreichischen Stadien.